# Macodes megalantha
Macodes megalantha är en orkidéart som beskrevs av Paul Ormerod. Macodes megalantha ingår i släktet Macodes och familjen orkidéer. Inga underarter finns listade i Catalogue of Life.